# Église Saint-Hilaire de Méricourt-l'Abbé
L'église Saint-Hilaire de Méricourt-l'Abbé est située au centre du village de Méricourt-l'Abbé dans le département de la Somme au nord-est d'Amiens.

## Historique
L'église de Méricourt-l'Abbé n'était à l'origine qu'une simple chapelle dédiée à saint Hilaire. Elle dépendait de la paroisse de Treux. La chapelle devenue église paroissiale à la Révolution française fut détruite pendant la Première Guerre mondiale, seul le clocher subsista. On reconstruisit l'église pendant l'entre-deux-guerres.

## Caractéristiques

### Extérieur
La tour-clocher, datée de 1752 avec un toit en forme de flèche, a subsisté après les combats de la Grande Guerre, il renferme deux cloches. L'église actuelle a été construite en brique. Elle ne comporte pas de transept et forme un vaisseau uniforme réunissant la nef et le chœur.

### Intérieur
Une statue en bois polychrome de saint Hilaire, œuvre du XVIIe ou du XVIIIe siècle subsiste de l'édifice précédent.
La décoration intérieure, de style art déco, a été conçue par Pierre Ansart et Gérard Ansart, notamment le maître-autel en pierre et mosaïque qui est la pièce la plus remarquable du mobilier liturgique, réalisé par le marbrier Maurice Sueur.
La voûte en cul de four du chœur est décoré de peinture de Gustave Riquet représentant des anges soutenant une couronne céleste au sommet, les lettres grecques alpha et omega symbolisent la présence divine.

## Photos

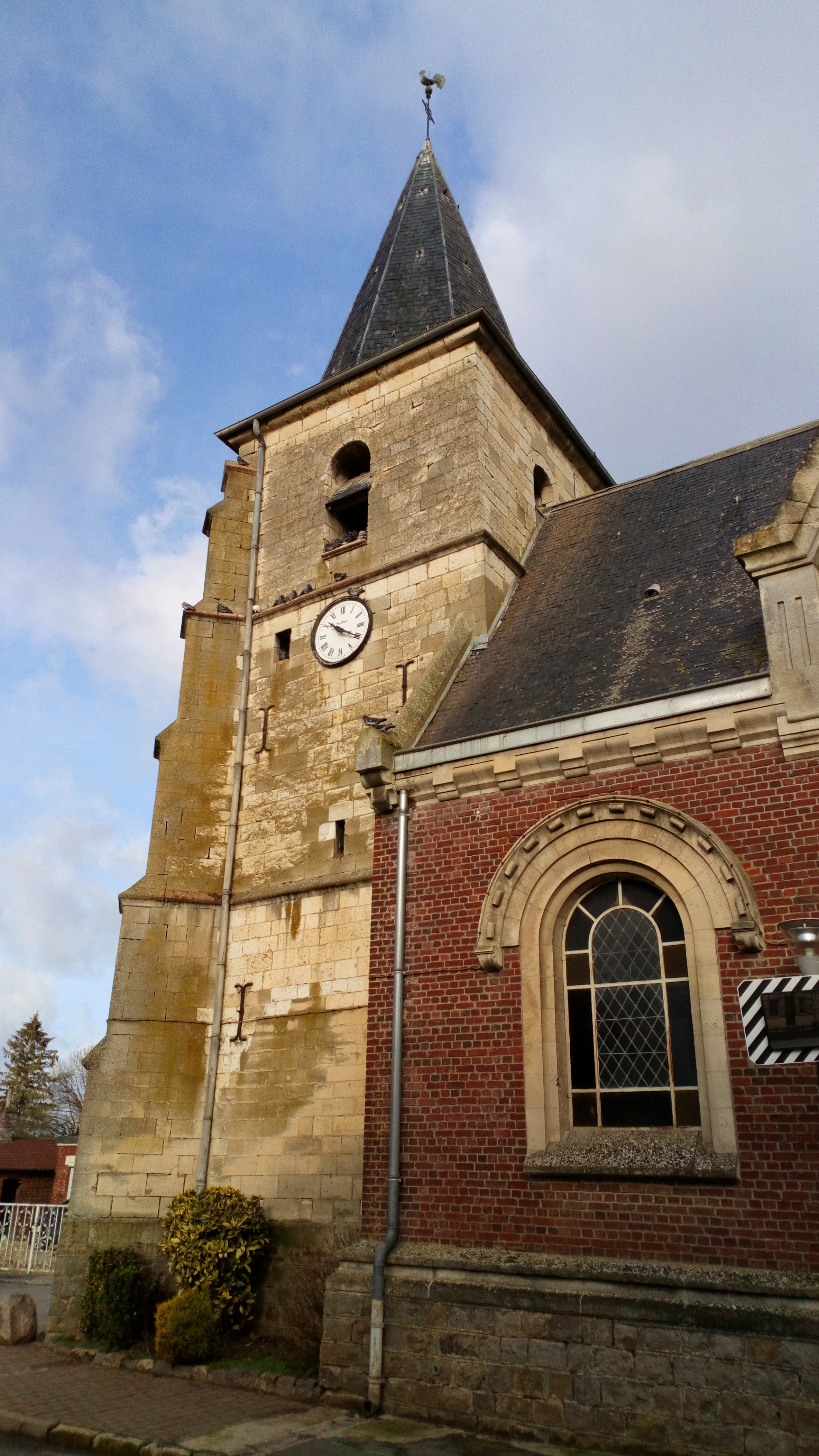
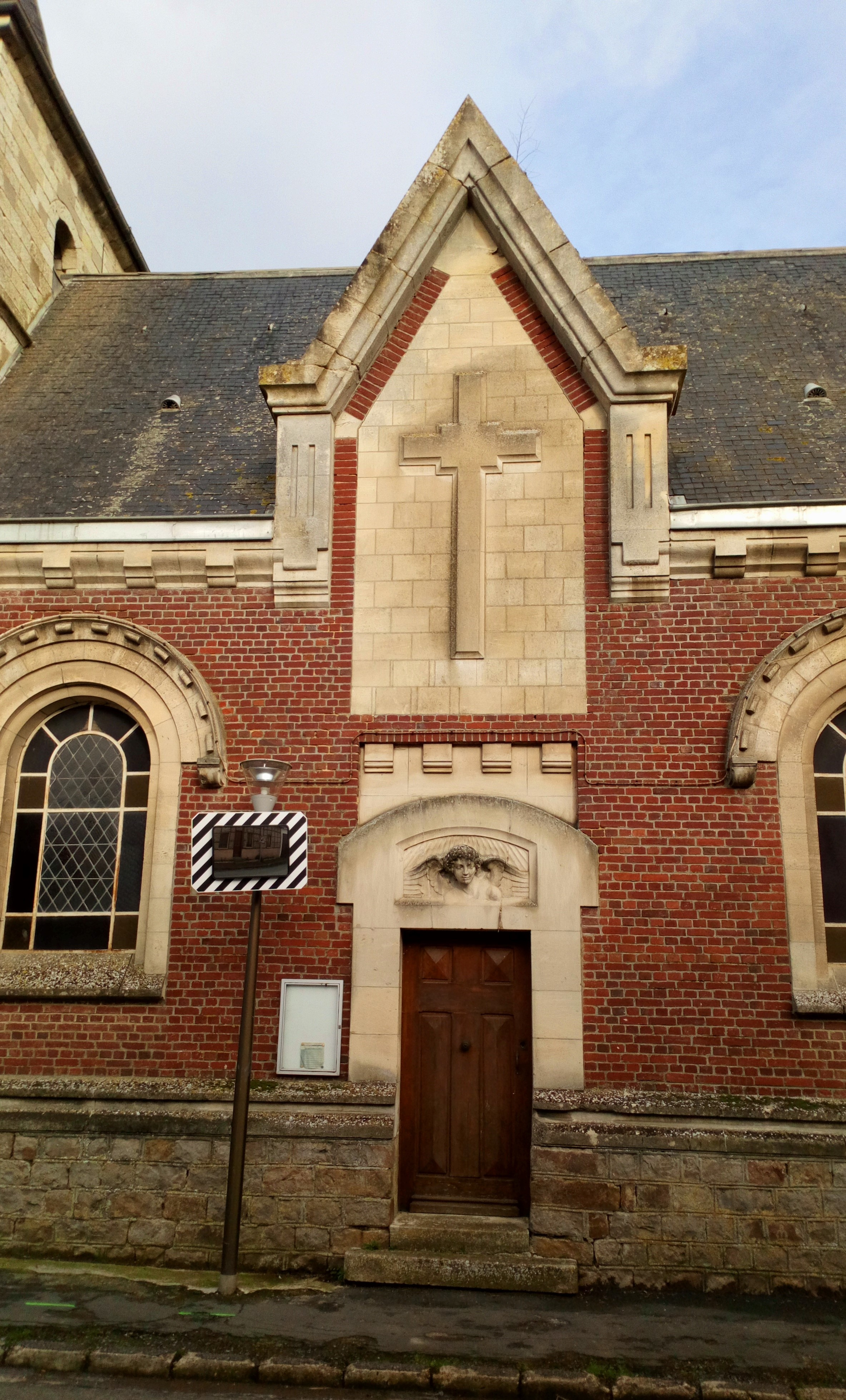
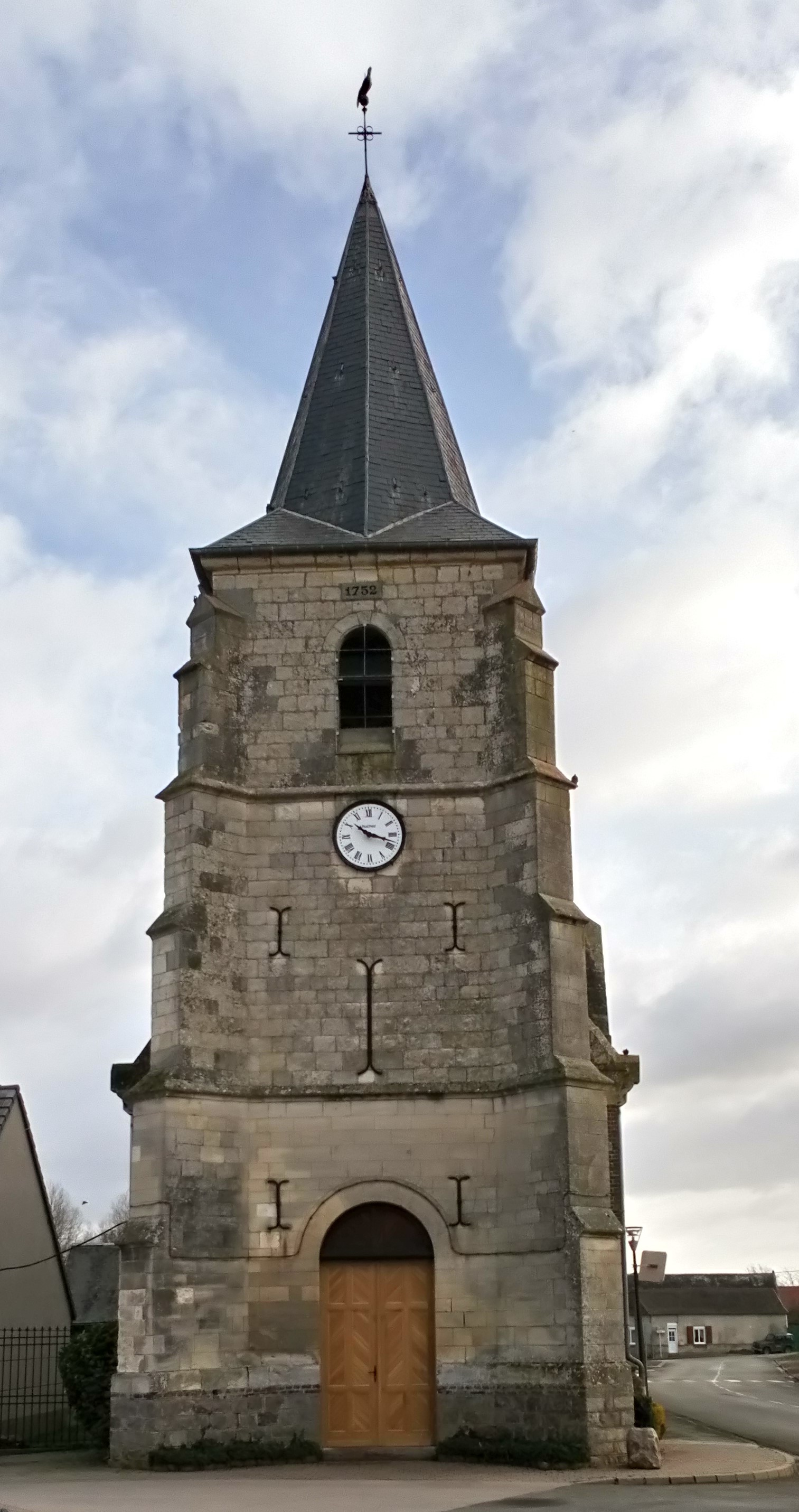
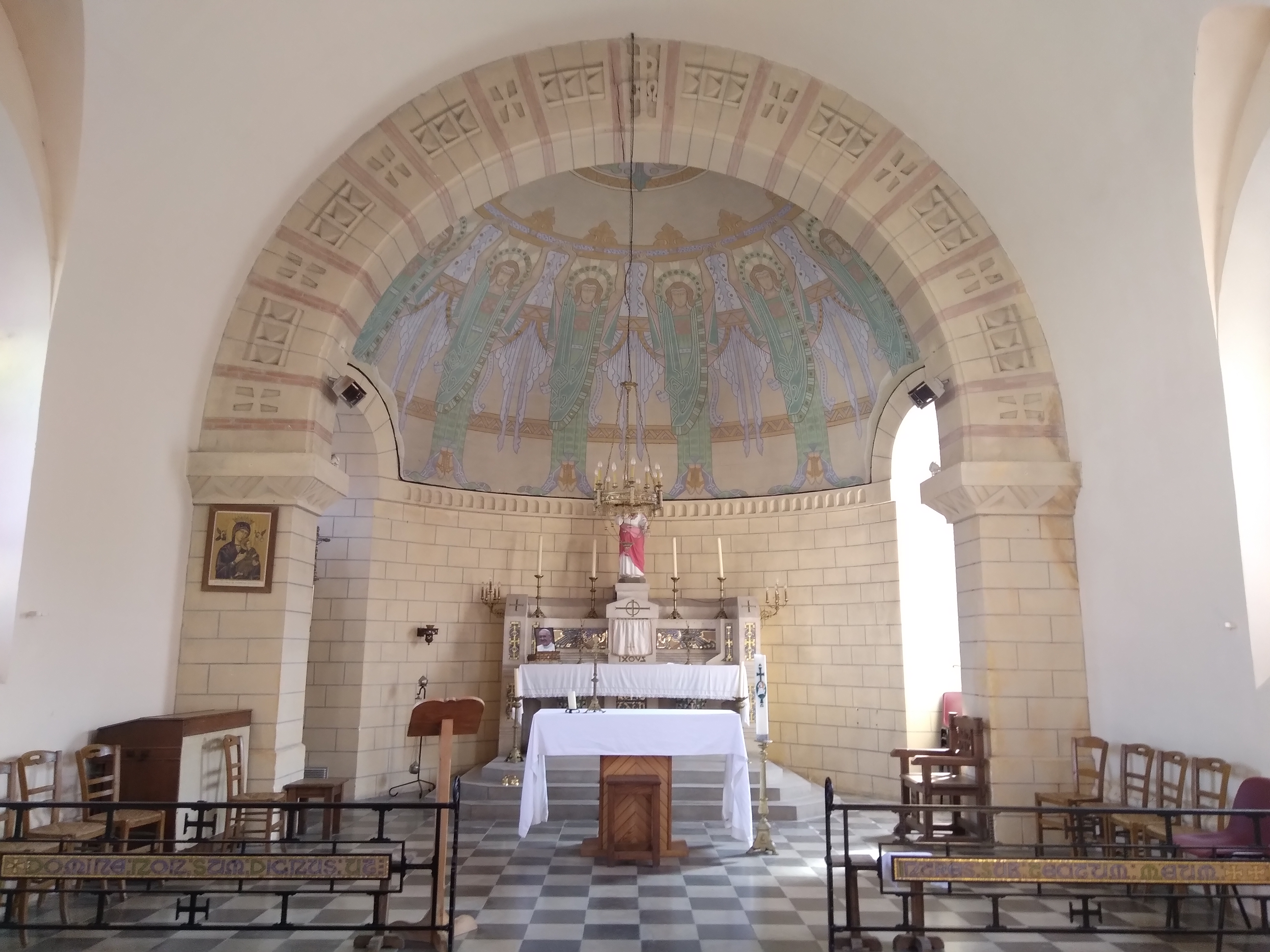
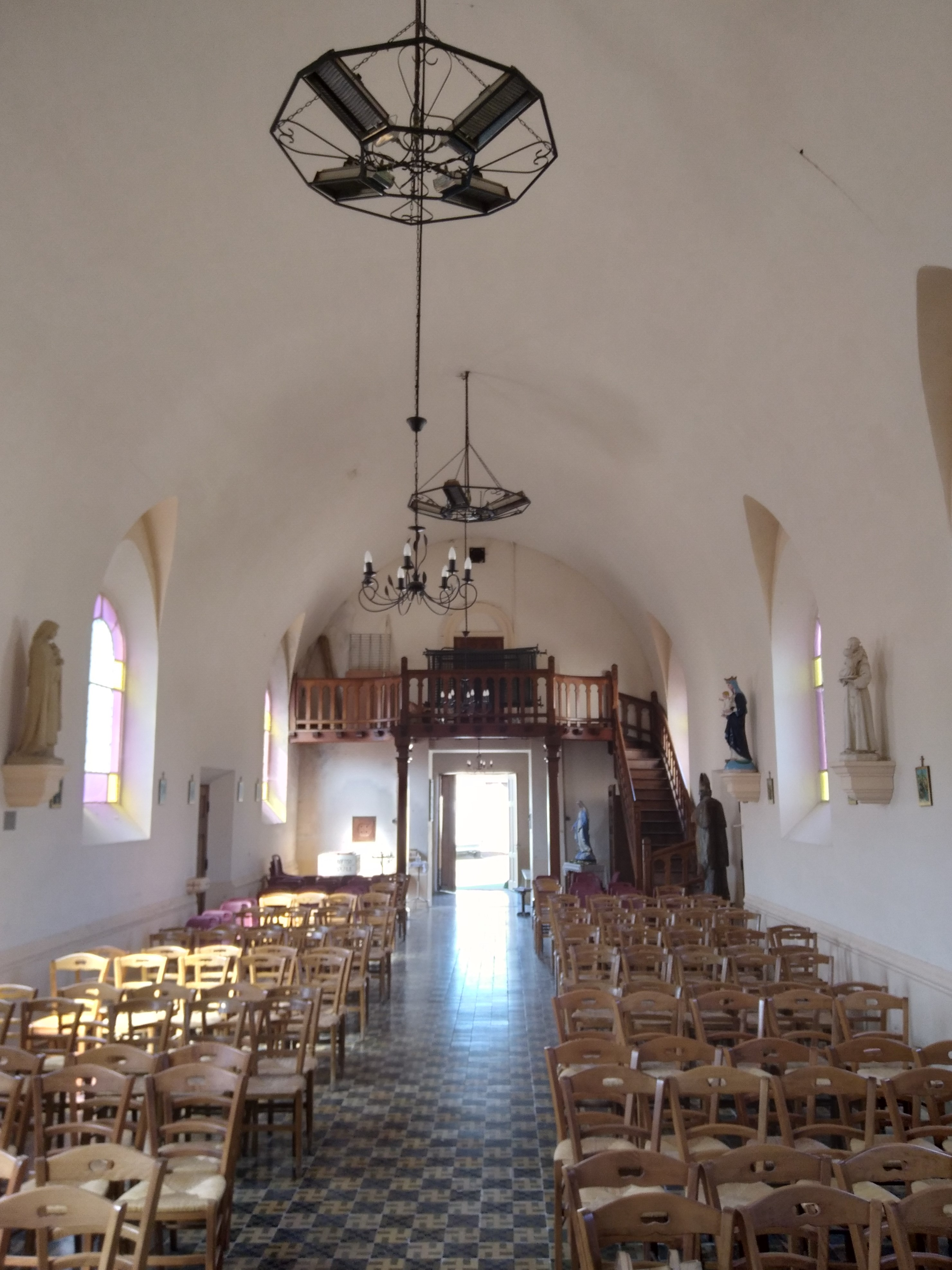